# Myrmecia nigriceps
Myrmecia nigriceps é uma espécie de formiga endêmica da Austrália. Pertencente ao gênero Myrmecia na subfamília Myrmeciinae [en], foi descrita pela primeira vez pelo entomologista austríaco Gustav Mayr [en] em 1862. Essas formigas são grandes, com comprimento variando de 19 a 23 mm. No entanto, as colônias contêm operárias muito menores, geralmente com metade do tamanho das operárias normais. As rainhas são as maiores, enquanto os machos são os menores, sendo facilmente identificáveis devido às suas mandíbulas pequenas.
Predominantemente noturna, M. nigriceps é encontrada em áreas quentes e montanhosas, além de florestas, construindo ninhos subterrâneos em montículos. A dieta das formigas consiste em líquidos doces de plantas floridas e presas invertebradas, que são fornecidas às larvas carnívoras. Aranhas são conhecidas por predar essas formigas, e equidnas consomem suas larvas e pupas. Como outras espécies de Myrmecia, as formigas M. nigriceps possuem um ferrão cujo veneno pode causar reações alérgicas em pessoas sensíveis.

## Taxonomia
Identificada pela primeira vez por Gustav Mayr em 1862, ele forneceu a primeira descrição de M. nigriceps em seu periódico Myrmecologische Studien. A espécie foi descrita sob o nome binomial Myrmecia nigriceps, com base em operárias síntipo coletadas em Gayndah [en] e Sydney. Em 1907, o mirmecologista suíço Auguste-Henri Forel considerou M. nigriceps uma variante de M. vindex [en], mas em 1910 passou a tratá-la como sinônimo. M. nigriceps foi reconhecida como uma espécie distinta em 1933 pelo entomologista americano William Morton Wheeler [en], com base em sua distribuição por toda a Austrália e seu tamanho médio maior que o de M. vindex. O entomologista australiano de origem escocesa John S. Clark [en] publicou um sinônimo – Myrmecia fasciata, agora considerado um sinônimo júnior. M. nigriceps pertence ao gênero Myrmecia, parte da subfamília primitiva Myrmeciinae; a maioria dos ancestrais do gênero é encontrada apenas em fósseis, com exceção da formiga Nothomyrmecia macrops.
Myrmecia nigriceps faz parte do grupo de espécies M. gulosa, o maior grupo de espécies entre os nove descritos. O nome específico, nigriceps, é uma combinação das palavras em latim niger, que significa "preto", e caput, que significa "cabeça", referindo-se à cabeça preta distintiva da formiga. Por isso, M. nigriceps é comumente conhecida em inglês como black-headed bull ant.

## Descrição
O tamanho das operárias varia de 19 a 23 mm. No entanto, as colônias contêm operárias muito menores, geralmente com menos da metade do tamanho das operárias normais. Não se sabe se M. nigriceps é polimórfica, devido a poucas diferenças morfológicas entre as operárias em comparação com formigas Formicinae e Pheidole, cujos soldados possuem cabeças enormes. As rainhas são as maiores, medindo cerca de 24 a 26 mm, enquanto os machos têm tamanhos semelhantes às operárias, com 18 a 20 mm. A cabeça e o gáster são pretos, enquanto o tórax, o nó e o pós-pecíolo são vermelhos ou vermelho-amarelados, e as antenas e pernas são amarelas. As mandíbulas e o clípeo também são amarelos. Os pelos são curtos e amarelos, eretos no corpo e suberetos nas pernas. A pubescência (pelos curtos, finos e macios) é branca e abundante no pós-pecíolo e no gáster. A cabeça é quase tão larga quanto seu comprimento total, e as mandíbulas são mais longas que a cabeça, com 13 dentes presentes.
A rainha é semelhante em aparência à operária, mas é a maior integrante da colônia. Os pelos são mais abundantes, e a cabeça é mais larga. As mandíbulas são mais curtas e largas, embora ainda tão longas quanto a cabeça. As asas são amareladas e translúcidas. Os machos são os menores membros da colônia e podem ser facilmente identificados por suas mandíbulas visivelmente menores. Os pelos nos machos são os mais longos e abundantes entre as castas de operárias e rainhas, com uma cabeça longa e larga.
Myrmecia nigriceps é semelhante em aparência a M. vindex, mas várias características morfológicas distinguem essas duas espécies. Por exemplo, M. nigriceps é geralmente maior que M. vindex, e sua cabeça é preta ou marrom-escura, sendo mais larga e retangular nas operárias. O tórax e o pecíolo são notavelmente mais escuros e vermelho-acastanhados. Os ninhos e o comportamento de ambas as formigas, no entanto, são semelhantes.

## Distribuição e habitat
Myrmecia nigriceps está distribuída por toda a Austrália, mas está ausente em áreas do centro da Austrália e da costa norte australiana. Sua distribuição se estende de Queensland até Nova Gales do Sul, o Território da Capital Australiana e Victoria. Também é encontrada na Austrália Meridional e na Austrália Ocidental. As colônias são encontradas em desertos, áreas costeiras, planaltos, florestas, vegetação nativa, áreas montanhosas quentes com vegetação rasteira e em locais reabilitados, em elevações que variam de 300 a 460 metros.
Myrmecia nigriceps é uma espécie que constrói montículos, embora colônias também possam ser encontradas sob troncos. As operárias decoram o ninho com uma variedade de itens, incluindo pedregulhos de laterita e fragmentos de solo, de maneira semelhante aos ninhos da formiga Iridomyrmex purpureus. Outros itens usados para decoração do ninho incluem pequenas pedras e material vegetal.

## Comportamento e ecologia

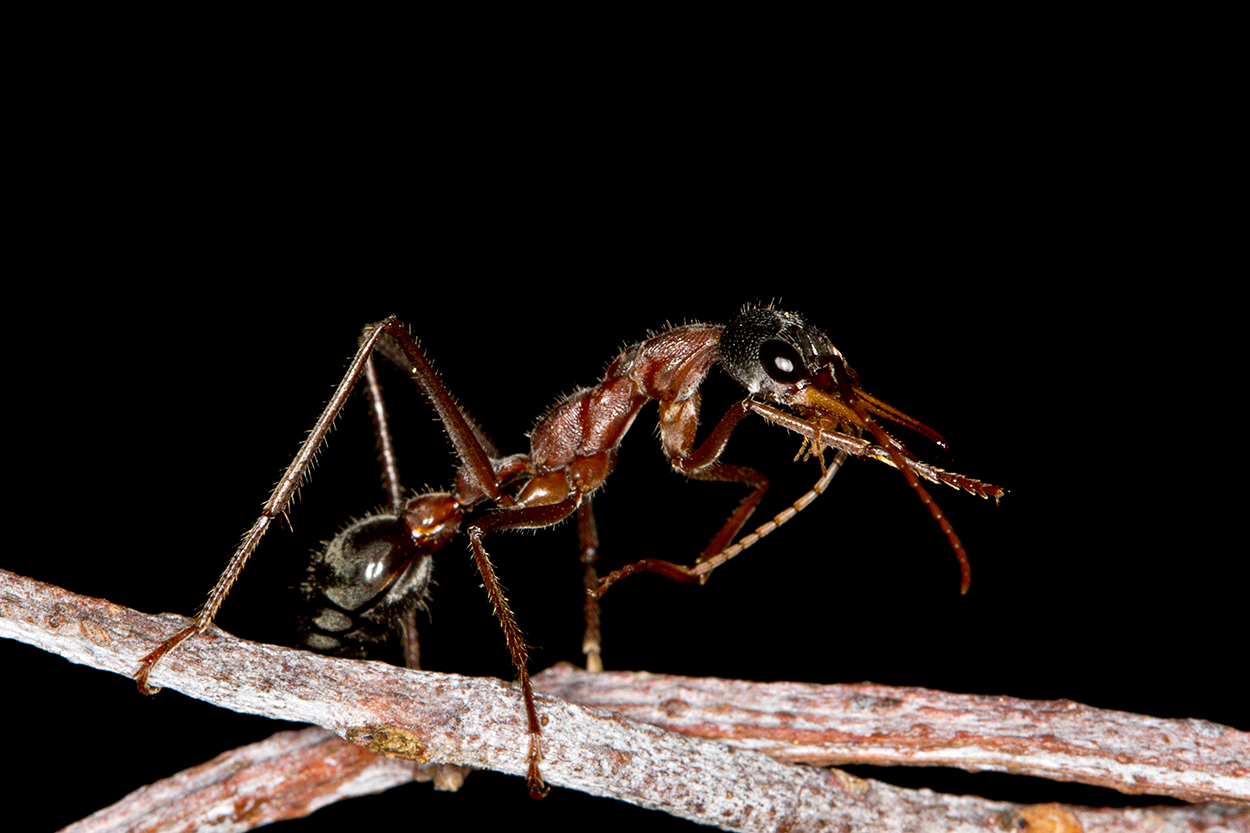
Operária se limpando.

As formigas Myrmecia nigriceps são forrageadoras crepusculares e noturnas, buscando alimento durante a noite. As operárias são encontradas forrageando em árvores de Eucalyptus e são simpátricas com muitas espécies. As adultas são nectarívoras, alimentando-se de líquidos doces de plantas, enquanto as larvas são carnívoras, consumindo invertebrados capturados e outras formigas, como operárias e machos de Camponotus. Baratas, como Platyzosteria castanea e Platyzosteria ruficeps, podem repelir ataques de M. nigriceps ao liberar uma secreção que desorienta as operárias atacantes. As operárias começam a forragear uma hora antes do pôr do sol, com pico de atividade durante o crepúsculo. Essas formigas possuem excelente visão, com as maiores lentes oculares e fotorreceptores entre todas as formigas Myrmecia. Elas são capazes de distinguir a distância e o tamanho de objetos em movimento a quase um metro de distância, são sensíveis ao movimento e atacam rapidamente qualquer objeto em movimento.
Essas formigas são predadas pela equidna-de-focinho-curto (Tachyglossus aculeatus) e por aranhas do gênero Zenodorus, particularmente Zenodorus metallescens [en]. Cobras-cegas são conhecidas por consumir larvas e pupas dessas formigas. As colônias também são hospedeiras de M. inquilina, um parasita social que deposita seus ovos dentro da colônia.
Myrmecia nigriceps é uma formiga extremamente agressiva, e colônias maiores podem rivalizar com colônias de outras espécies de Myrmecia, como M. gulosa [en], em termos de ferocidade e beligerância. Embora as mandíbulas causem pouco ou nenhum desconforto em humanos, a formiga possui um ferrão poderoso localizado no final do gáster. Como em outras formigas, o ferrão não é farpado, permitindo que as operárias piquem várias vezes sem se ferir. Com uma dose letal mediana (LD50) de 7,3 mg/kg, o veneno é relativamente fraco em comparação com outras formigas Myrmecia, cuja LD50 é muito menor. No entanto, em um estudo de 2011, pelo menos um paciente apresentou reação alérgica ao veneno de M. nigriceps. Esse estudo também concluiu que muitas outras espécies de Myrmecia podem causar anafilaxia, assim como a formiga Rhytidoponera metallica. Na escala de dor de picada de Starr, que compara a dor de picadas de himenópteros em uma escala de quatro pontos, a picada de M. nigriceps foi classificada como nível dois, descrita como "dolorosa". As formigas M. nigriceps podem entrar em colônias alheias sem serem atacadas; isso pode ser devido à falha dessas formigas em reconhecer indivíduos estranhos ou porque as consequências de ignorar operárias de outras colônias são baixas.
O voo nupcial ocorre após vários dias de chuva, entre dezembro e março. Machos e rainhas virgens emergem do ninho, e, ao contrário de outras espécies que acasalam no solo ou escalam árvores próximas para decolar, os alados reprodutivos voam diretamente do ninho. Os voos nupciais registrados geralmente ocorreram em topos de colinas. As rainhas de M. nigriceps não selam a entrada do ninho durante a fundação da colônia, ao contrário de outras espécies de Myrmecia, como M. regularis. As operárias podem viver excepcionalmente por muito tempo, com uma expectativa de vida média de 2,2 anos; a longevidade máxima das operárias varia de 2,1 a 2,4 anos.